# 1929 en aéronautique
Chronologie de l'aéronautique
- 1925
- 1926
- 1927
- 1928
- 1929
- 1930
- 1931
- 1932
- 1933

Cet article présente les faits marquants de l'année 1929 en aéronautique.

## Événements

### Janvier
- 1er janvier :
  - inauguration de la ligne Sabena au Congo belge entre Lusambo et Kabalo;
  - fondation de la compagnie aérienne polonaise LOT.

### Mars
- 26 mars au 20 avril : un équipage français relie Paris et Saïgon, et retour sur un Farman F.190. L'aller est bouclé en 78 heures et 35 minutes, le retour en 84 heures et 25 minutes.

### Avril
- 1er avril : Étienne Romano crée, sur la commune de Cannes, les Chantiers aéronaval Étienne Romano (CAER), une usine de construction d'aéronefs, avions et hydravions.
- 11 avril : Edmond Thieffry (37 ans), à bord d'un Aviméta 92, se tue accidentellement au Kivu (Est de la RDC), en tentant de relier Albertville à Uvira. Le pilote belge, pris dans une violente tornade au bord du lac Tanganyika, s'écrase au sol dans la plaine de Kibanga.
- 24 au 26 avril : première liaison sans escale entre Londres et Karachi (Pakistan) réussir par un équipage britannique sur un Fairey Long-range Monoplane (en).

### Mai
- 8 mai : le pilote américain Soucek bat le record d'altitude sur un Wright Apache : 11 930 mètres.
- 19 au 26 mai : un équipage américain améliore le record de durée avec ravitaillement en vol sur un Ryan B-1 : 172 heures et 32 minutes.
- 26 mai : le pilote allemand Neuenhofen bat le record d'altitude sur un Junkers W 34 : 12 739 mètres.

### Juin
- 13 juin : l'équipage Jean Assollant, René Lefèvre et Armand Lotti, à bord de l'Oiseau Canari traversent l'Atlantique dans le sens Ouest-Est, établissant le record de distance au-dessus de la mer, avec un passager clandestin, Arthur Schreiber.
- 27 juin : Howard Hughes relie New York et Los Angeles en 19 heures et 10 minutes sur un Lockheed Air Express.
- 28 juin : Howard Hughes relie Los Angeles et New York en 17 heures et 38 minutes sur un Lockheed Air Express. Hughes s'accorde 9 heures de repos entre les deux traversées.

### Juillet
- 2 au 12 juillet : un équipage américain améliore le record de durée avec ravitaillement en vol sur un Buhl : 246 heures et 43 minutes.
- 22 juillet : un Heinkel HE 12 D-1717 est catapulté pour la première fois du paquebot Bremen à 400 km de New York afin de livrer au plus vite le courrier embarqué.
- 25 juillet : premier vol de l'hydravion géant Dornier Do X.

### Août
- Le LZ 127 Graf Zeppelin effectue un voyage autour du monde en 21 jours, 5 heures et 31 minutes.
- 18 août : création de la Force aérienne éthiopienne impériale.
- 19 août : Léna Bernstein, sur Caudron C 109, réalise la seconde traversée de la Méditerranée après celle de Roland Garros, la première féminine, et bat le record de distance en ligne droite entre Istres et Sidi-el-Barani (Égypte), 2 268 km.

### Septembre
- 6 septembre : R. J. Mitchell sur un Supermarine S.6 remporte la coupe Schneider à Calshot (Vitesse moyenne 528,879 km/h).
- 12 septembre : inauguration de la plus longue ligne aérienne : Amsterdam - Jakarta.
- 24 septembre : le lieutenant américain James H. Doolittle fait une démonstration publique de pilotage sans visibilité.
- 25 septembre : premier vol de l'avion polonais PZL P.1.
- 30 septembre : premier vol d’un avion à réaction piloté par Fritz von Opel.

### Octobre
- 8 octobre : création de la compagnie aérienne Cubana.
- 21 octobre : un avion transporte pour la première fois plus de 100 passagers. 169 personnes prennent place à bord d'un Dornier Do X allemand pour un vol d'agrément autour du lac de Constance.
- 24 octobre : l'aviateur Lécrivain établit le nouveau record français d'altitude en volant à 11 500 mètres de hauteur, prenant alors le record à Joseph Sadi-Lecointe[1].

### Novembre
- Premier vol du Bernard 192 T.
- 6 novembre : premier vol des deux avions de transport allemand Junkers G 38.
- 21 novembre : Dieudonné Costes et Maurice Bellonte achèvent un raid Paris-Qiqihar-Hanoï-Paris (soit 24 275 km) à bord de leur Breguet baptisé « Point d'interrogation ». Débuté le 27 septembre, ce raid comporte un vol sans escale de 7 905 km correspondant à un record du monde.
- 26 novembre : les aviateurs Goulette, Marchesseau et Bourgeois réalisent la première liaison aérienne France – La Réunion[2].
- 29 novembre : expédition américaine de Richard Byrd au-dessus de l'Antarctique. Premier survol du Pôle Sud, à bord d'un Ford 4-AT baptisé « Floyd Bennett ». Richard Byrd étant parti de la base scientifique de Little America pour réaliser son raid, accompagné de Bernt Balchen, pilote, Harold June, opérateur TSF, et Mac Kinley, photographe[3].